# City Szusi
A City Szusi (eredeti címén: City Sushi) a South Park című amerikai animációs sorozat 215. része (a 15. évad 6. epizódja). Elsőként 2011. június 1-jén sugározták az Egyesült Államokban a Comedy Central műsorán. Magyarországon 2012. január 17-én szintén a Comedy Central mutatta be.
Az epizódban Butters-t tévesen tudathasadásos személyiséggel diagnosztizálják, miközben egy új szusiétterem nyílik rögtön a City Wok mellé, ami feldühíti a tulajdonost, Tuong Lu Kim-et. A cselekmény több horrorfilmet is parodizál, mint a Psycho, a Paranormális jelenségek, illetve az Azonosság.

## Cselekmény
Butters szórólapokat osztogat a nemrég megnyílt City Szusiba csábítva a vevőket. Tuong Lu Kim is kap egyet, aki felháborodik azon, hogy egy japán étterem nyílik az övé mellett, és átmegy számonkérni. Összeverekednek Takajama Dzsunicsivel, de a rendőrség az ott ácsorgó Butterst veszi elő, mert "ázsiai bandaháborút" okozott. A szülei szobafogságba küldik, egyben egy pszichiáterhez, hogy kivizsgálják, mi baja van. A pszichiáter, Dr. Janus közli velük, hogy Butters disszociatív személyiségzavarban szenved, teljesen félreértelmezve azt, amikor gyerekként játszik, használva a képzelőerejét (postás, tűzoltó, nyomozó, vagy Káosz Professzor bőréve bújva). Az aggódó szülők elhiszik ezt, és kétségbeesnek, amikor Butters kamionsofőröset játszik. Ironikus módon Butters nem sokkal később felfedezi, hogy valójában Dr. Janusnak van tudathasadása.
Közben Lu Kim tovább folytatja a harcát, miután megtudja, hogy a városnegyedet Kis Tokiónak nevezik át, és feldühíti, hogy emiatt az emberek azt hiszik, hogy a kínai és a japán ugyanaz. Ezért kitalálja, hogy békét színlel, és az iskolában egy nagygyűlésen mutatja be vele együtt a kulturális különbségeket - a valóságban régi fényképeket akar bemutatni mindenki előtt a nankingi mészárlásról, meg egy grafikont arról, hogy a világon Japánban a legnagyobb az öngyilkossági ráta, és mindezt azért, hogy megszégyenítse. Ezt véghez is viszi, majd ezt követően azzal állít be Takajamához, hogy rendezzenek egy ázsiai sokszínűség fesztivált. Takajama bele is megy ebbe, jobb megérzése ellenére. Lu Kim épít egy Béke Tornyot, ahová egy cédulával felhívja Takajamát - a valóságban meg akarja őt ölni, és öngyilkosságnak álcázni, és mivel az öngyilkos japán képe egy rasszista sztereotípia, rá senki nem fog gyanakodni.
Butters közben Dr. Janus tanácsára kamerával felveszi magát álmában. Másnap visszanézve a felvételeket döbbenten látja, hogy Dr. Janus az éjszaka közepén megérkezik hozzá, bámulja, megveri és az arcára vizel. Amikor másnap kérdőre vonja emiatt az orvosát, Dr. Janus erőszakossá válik, és követeli, hogy vegyen részt vele egy ékszerbolt kirablásában. Csakhogy a rablás kellős közepén visszanyeri az orvos személyiségét, és feladja őt a rendőröknek. Butters úgy dönt, hogy leszámol az összes saját alteregójával, ám ekkor megjelenik az orvos, ezúttal Billy, egy kisfiú személyiségével, aki közli, hogy a benne élő gonosz át akarja venni az uralmat felettük, és hogy "Butters nyomozó" tudna segíteni rajtuk. Elmennek az orvos házába, ám egyszercsak Dr. Janus visszanyeri a személyiségét, majd több személyiséget is egyszerre. Butters menekül előle, egyenesen egy szobába, ahol a falon Takajama meggyilkolására buzdító feliratok vannak firkálva. Kiderül, hogy Tuong Lu Kim mindig is a terapeuta legerősebb hasadt személyisége volt. Elrohan a fesztiválra és felmegy a toronyba, hogy megölje Takajamát, Butters azonban szól a rendőröknek, akik felvilágosítják Takajamát, aki, miután megszégyenül amiatt, hogy elhitte egy fehér emberről, hogy kínai, leugrik a toronyból, közben azt kiáltva, hogy ez rasszista sztereotípia. Becsapódik a City Szusiba, földig rombolva azt.
Butterst hősként kezelik és a szülei is megbocsátanak neki. Dr. Janus esetében azonban a rendőrök elgondolkodnak, hogy kell-e a világba még egy pszichiáter - mivel a City Wok az egyetlen kínai étterem a városban, szerintük mindenki jobban járna, ha megmaradna ennél a személyiségénél. Az epizód végén Lu KIm egy takaró alatt ül a cellájában, és a legyet, ami a kezén mászik, nem üti le, mert ő a légynek sem tud ártani.

## Kulturális utalások
- Dr. Janus neve utalás Janusra, az átváltozások istenére, akit jellemzően két arccal szoktak ábrázolni.
- A jelenet, amelyben Butters visszanézi saját magát videófelvételen, a "Paranormális jelenségek" című film egyik jelenetére emlékeztet, amit a fiú maga is elismer.
- Az utolsó jelenet Lu Kimmel a börtöncellában a "Psycho" paródiája.

## Fordítás
- Ez a szócikk részben vagy egészben  a   City Sushi című angol Wikipédia-szócikk ezen változatának fordításán alapul.  Az eredeti cikk szerkesztőit annak laptörténete sorolja fel. Ez a jelzés csupán a megfogalmazás eredetét és a szerzői jogokat jelzi, nem szolgál a cikkben szereplő információk forrásmegjelöléseként.